# نگارآویز
نگارآویز (انگلیسی: Locket) یک آویز است که درونش یک عکس، چهره‌نگاری مینیاتور، یا یک چیز کوچک (مانند دسته‌ای مو) قرار می‌دهند که برای نگه‌داری خاطره‌ای از عزیزی است.
نگارآویزها را معمولاً با زنجیر به گردن می‌آویزند و به شکل‌های مختلفی مانند قلب یا دایره هستند.

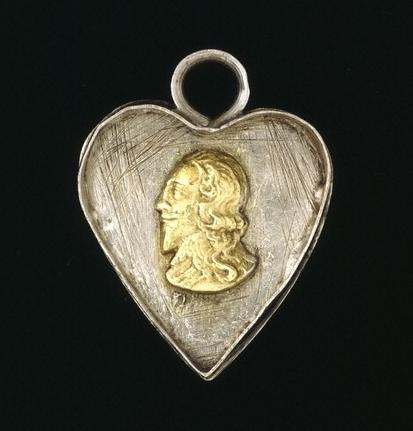
نگارآویزی در سال‌های ۱۶۵۰–۱۷۰۰ در موزه موزه ویکتوریا و آلبرت